# 韦尔维奥
韦尔维奥（義大利語：Vervio），是意大利松德里奥省的一个市镇。总面积12平方公里，人口220人，人口密度18.3人/平方公里（2009年）。国家统计（ISTAT）代码为014076。